# Isoetes fluitans
Isoetes fluitans är en kärlväxtart som beskrevs av M.I.Romero. Isoetes fluitans ingår i släktet braxengräs, och familjen Isoetaceae. Inga underarter finns listade i Catalogue of Life.